# Les Ternes

Les Ternes este o comună în departamentul Cantal, Franța. În 1 ianuarie 2022 avea o populație de 567 de locuitori.